# Hakea clavata
Hakea clavata (лат.) — кустарник, вид рода Хакея (Hakea) семейства Протейные (Proteaceae), эндемик для района вдоль южного побережья Западной Австралии. 

## Ботаническое описание

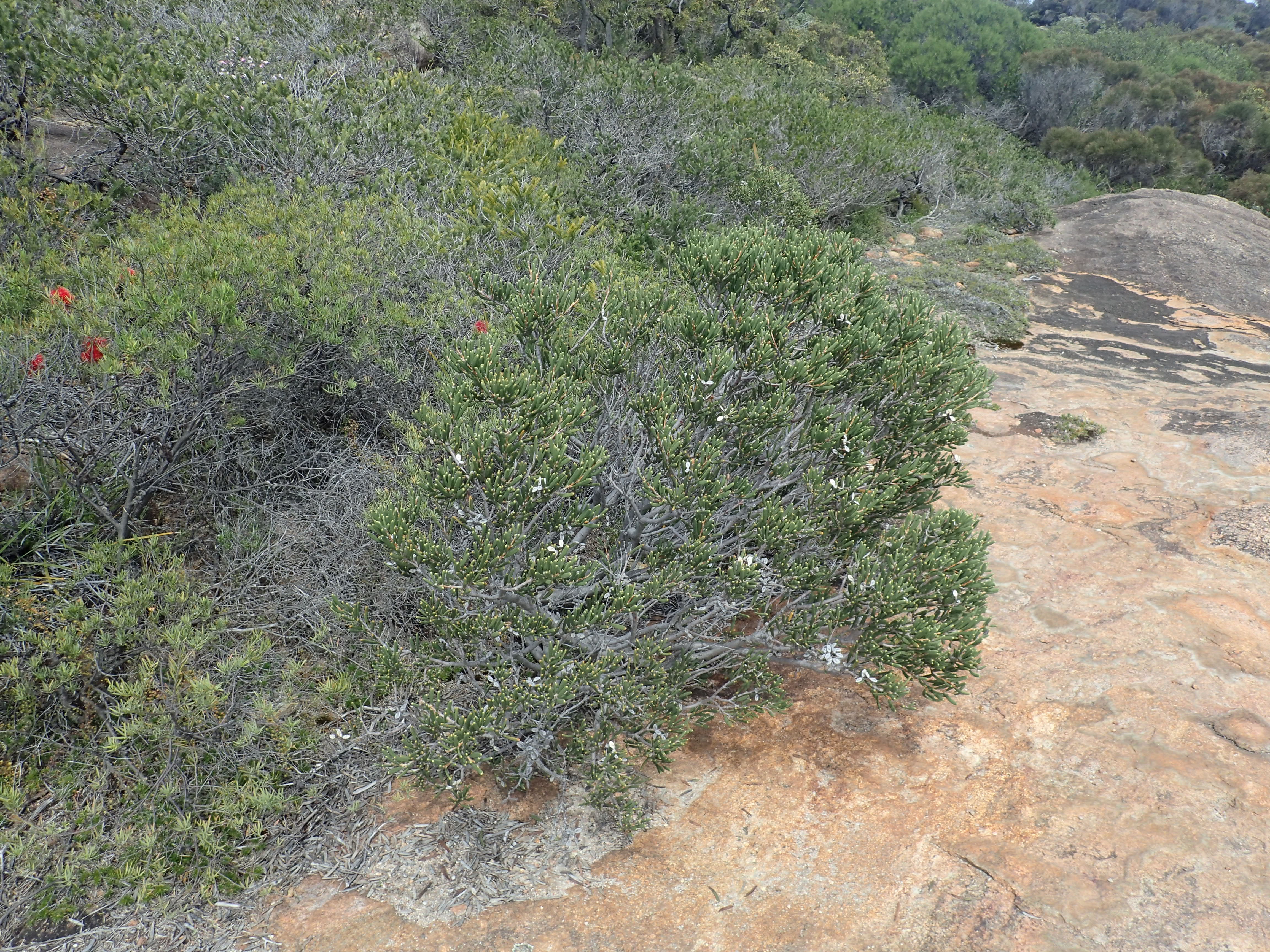
H. clavata у залива Лаки.

Hakea clavata — раскидистый кустарник шириной до 2,5 м и высотой от 0,5 до 2,0 м с лигнотубером. Листья зелёного цвета утолщенные сплюснутые длинные и узкие, длиной от 2 до 8 см и шириной от 4 до 11 мм, заканчивающиеся жёсткой острой вершиной. Соцветие имеет 60—80 белых и розовых цветков, появляющихся в коротких кистях в пазухах листьев и кончиках ветвей. Плоды имеют яйцевидную форму с самой широкой частью ближе к стеблю длиной от 1,5 до 2,5 см и шириной от 0,9 до 1,0 см. Встречаются также плоды яйцевидной формы, но более широкие в сечении ближе к вершине. Оба типа имеют два небольших крючка на задней части плода. Чёрно-коричневые семена имеют несколько искривлённую яйцевидную форму и длину 16 мм. Каждое семя имеет широкое крыло вдоль одной стороны.

## Таксономия
Вид Hakea clavata был описан французским ботаником Жаком Лабиллардьером в 1805 году в Novae Hollandiae plantarum specimen. Лабиллардьер, возможно, сделал коллекцию образцов в регионе Эсперанс в декабре 1792 года. Видовое название — от латинского слова clava, означающего «булава», ссылаясь на булавообразную форму листьев.

## Распространение и местообитание
H. clavata встречается на материке и на некоторых островах между бухтой Израилитов и Эсперанс, а в Хоптауне на западе известна одна популяция. Ареал охватывает юго-восточные районы Юго-Западного экорегиона. Вид растёт на каменистых песчаных глинистых почвах среди гранитных обнажений и противостоит солёным ветрам.